# استپان کچکیان
استپان فئودوری کچکیان (ارمنی: Ստեփան Ֆեոդորի Քեչեկյան؛ روسی: Степан Фёдорович Кечекьян زاده ۲۵ مارس ۱۸۹۰ - درگذشته ۲۴ ژوئن ۱۹۶۷) یک وکیل، استاد دانشگاه و پژوهشگر ارمنی‌تبار اهل روسیه بود که در دانشگاه دولتی مسکو و پژوهشکده دولتی روابط بین‌المللی مسکو تدریس می‌کرد.

## زندگی‌نامه
وی در ۲۵ مارس ۱۸۹ در شهر ارمنی‌نشین ناخیجوان-نا-دونو (نخجوان نو) به دنیا آمد و از دانشگاه دولتی مسکو فارغ‌التحصیل گشت. وی در ۲۴ ژوئن ۱۹۶۷ در سن ۷۷ سالگی در مسکو درگذشت و در گورستان ارامنه مسکو به خاک سپرده شد.